# 25405 Jeffwidder
25405 Jeffwidder è un asteroide della fascia principale. Scoperto nel 1999, presenta un'orbita caratterizzata da un semiasse maggiore pari a 2,4459967 au e da un'eccentricità di 0,1239808, inclinata di 1,74344° rispetto all'eclittica.
L'asteroide è dedicato all'insegnante statunitense Jeff Widder.